# Prins av Wales
För fartygen, se HMS Prince of Wales.

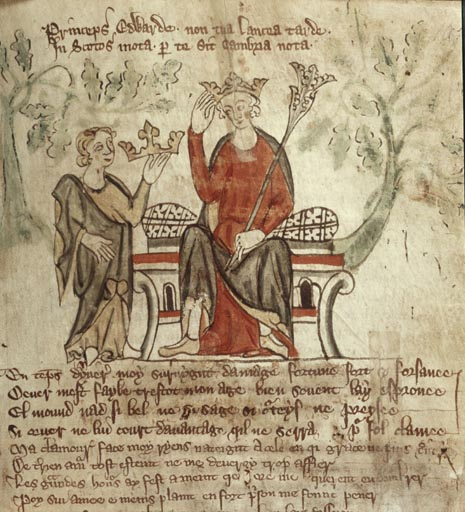
Den förste prinsen av Wales, Edward of Caernarvon (1284-1327).

Prins av Wales (engelska: Prince of Wales) (egentligen furste av Wales, från walesiskans Tywysog Cymru) är en titel som enligt tradition ges till den brittiske tronföljaren och som används i hela Storbritannien, förutom i Skottland, samt i de samväldesländer som erkänner den brittiska monarken som sin statschef. Titeln ges inte till tronföljaren per automatik utan genom utnämning och kan endast tillkomma den äldste sonen till en monark eller, om denne har avlidit, monarkens äldste sons äldste son.
Prins William är den nuvarande prinsen av Wales, den 22:e i ordningen.

## Historik
Titeln började användas år 1301 när kung Edvard I av England hade erövrat Wales, som dittills hade styrts av egna furstar. Han gav då titeln till sin tronarvinge, Edvard (II). Under 1500-talet uppdiktades en legend om att kungen lovade de upproriska walesarna "en furste som var född i Wales, och inte talade ett ord engelska" och sedan avlade sin son. Prinsen föddes mycket riktigt i Wales och, säger legenden, som alla nyfödda gossar talade han inte ett ord engelska. Historien är förmodligen inte sann eftersom den nedtecknats långt efter titelns införande.
Som framgår av nedanstående lista har titeln inte varit i konstant bruk och under en rad kortare eller längre perioder varit vakant. Det senaste längre uppehållet inträffade när Edvard (VIII) tillträdde som kung i januari 1936. Orsaken var att enbart en direkt manlig tronarvinge, det vill säga monarkens äldste son, kan förlänas titeln prins av Wales. Eftersom Edvard VIII själv var ogift och saknade legitim avkomma var titeln som prins av Wales under hans korta regeringstid vakant. Hans bror och efterträdare Georg VI:s tronarvinge var dottern Elizabeth, som i egenskap av presumtiv tronföljare inte bar någon särskild titel varpå vakansen fortsatte. Som regerande drottning blev därför Elizabeth II 1958 den första brittiska monark på nära 50 år att förläna titeln prins av Wales till sin då tioårige son Charles. Installationsceremonin skedde dock först efter det att denne blivit myndig (1 juli 1969).

## Heraldiskt emblem
Prinsen av Wales har traditionellt tre strutsfjädrar genom en öppen guldkrona åtföljt av valspråket "Ich Dien" (tyska för "Jag tjänar") som sin heraldiska symbol. Tekniskt sett är det dock tal om lånta fjädrar, för märket tillkommer formellt hertigen av Cornwall som den regerande monarkens äldste son. Då de båda titlarna i praktiken oftast följs åt görs dock ingen skillnad mellan dem.
Enligt legenden ska fjädrarna ha tagits av Edvard, den svarte prinsen, som efter att vid Crécy 1346 ha slagit kungen av Böhmen kommit att beundra dennes mod. Kungen, som blind ridit rakt ut i striden, låg efter slaget död på fältet och Edvard lyfte från hans döda kropp en strutsfjäderbeprydd hjälm. Även valspråket tillhörde den böhmiske kungen. Andra källor kan dock tyda på att Edvard ärvt symbolen från sin far under långt mindre lyriska former.

## Ytterligare tillhörande titlar
Med titeln prins av Wales följer även pärsvärdigheten earl av Chester (i England). Vid sidan av dessa tilldelade titlar innehar den brittiske tronföljaren automatiskt följande pärsvärdigheter: 
- Hertig av Cornwall (i England)
- Hertig av Rothesay (i Skottland)
- Earl av Carrick (i Skottland)

samt följande titlar vilka inte är pärsvärdigheter:
- Baron Renfrew
- High Steward of Scotland (ungefär 'Förtroendeman för Skottland')
- Lord of the Isles (i Skottland; ungefär 'Herre till öarna'; 'öarna' är Hebriderna)

## Tilltal
Prinsen av Wales som per definition alltid är prins av Storbritannien benämns formellt som His Royal Highness (Hans Kungliga Höghet); hans eventuella gemåls titel är på samma sätt Hennes Kungliga Höghet Prinsessan av Wales.

## Personer som har burit titeln
| Nr               | Porträtt | Innehavare                                                  | Förälder                   | Från | Till                    |
| ---------------- | -------- | ----------------------------------------------------------- | -------------------------- | ---- | ----------------------- |
| 1                |          | Edvard                                                      | Edvard I                   | 1301 | 1307 (blev Edvard II)   |
| Vakant 1307–1330 |          |                                                             |                            |      |                         |
| 2                |          | Edvard, den svarte prinsen                                  | Edvard III                 | 1330 | 1376 (avled)            |
| 3                |          | Rikard av Bordeaux                                          | Edvard, den svarte prinsen | 1376 | 1377 (blev Rikard II)   |
| Vakant 1377–1399 |          |                                                             |                            |      |                         |
| 4                |          | Henrik av Monmouth                                          | Henrik IV                  | 1399 | 1413 (blev Henrik V)    |
| Vakant 1413–1453 |          |                                                             |                            |      |                         |
| 5                |          | Edvard, hertig av Cornwall                                  | Henrik VI                  | 1453 | 1471 (avled)            |
| 6                |          | Edvard Plantagenet                                          | Edvard IV                  | 1470 | 1483 (blev Edvard V)    |
| 7                |          | Edvard, hertig av Cornwall                                  | Rikard III                 | 1483 | 1484 (avled)            |
| Vakant 1484–1486 |          |                                                             |                            |      |                         |
| 8                |          | Arthur, hertig av Cornwall                                  | Henrik VII                 | 1486 | 1502 (avled)            |
| 9                |          | Henrik, hertig av Cornwall                                  | Henrik VII                 | 1502 | 1509 (blev Henrik VIII) |
| Vakant 1509–1603 |          |                                                             |                            |      |                         |
| 10               |          | Henrik, hertig av Cornwall                                  | Jakob I                    | 1603 | 1612 (avled)            |
| 11               |          | Karl, hertig av Cornwall                                    | Jakob I                    | 1616 | 1625 (blev Karl I)      |
| Vakant 1625–1630 |          |                                                             |                            |      |                         |
| 12               |          | Karl, hertig av Cornwall                                    | Karl I                     | 1630 | 1649 (blev Karl II)     |
| Vakant 1649–1688 |          |                                                             |                            |      |                         |
| 13               |          | Jakob Edvard Stuart                                         | Jakob II                   | 1688 | 1689 (fadern avsattes)  |
| Vakant 1689–1714 |          |                                                             |                            |      |                         |
| 14               |          | Prins Georg August, hertig av Cornwall (1683-1760)          | Georg I                    | 1714 | 1727 (blev Georg II)    |
| 15               |          | Prins Fredrik Ludvig, hertig av Cornwall (1707-1751)        | Georg II                   | 1727 | 1751 (avled)            |
| 16               |          | Prins Georg                                                 | Fredrik (1738-1820)        | 1751 | 1760 (blev Georg III)   |
| Vakant 1760–1762 |          |                                                             |                            |      |                         |
| 17               |          | Prins Georg, hertig av Cornwall (1762-1830)                 | Georg III                  | 1762 | 1820 (blev Georg IV)    |
| Vakant 1820–1841 |          |                                                             |                            |      |                         |
| 18               |          | Prins Albert Edvard, hertig av Cornwall (1841-1910)         | Viktoria                   | 1841 | 1901 (blev Edvard VII)  |
| 19               |          | Prins Georg, hertig av Cornwall och York (1865-1936)        | Edvard VII                 | 1901 | 1910 (blev Georg V)     |
| 20               |          | Prins Edvard, hertig av Cornwall (1894-1972)                | Georg V                    | 1910 | 1936 (blev Edvard VIII) |
| Vakant 1936–1958 |          |                                                             |                            |      |                         |
| 21               |          | Prins Charles, hertig av Cornwall (född 1948)               | Elizabeth II               | 1958 | 2022 (blev Charles III) |
| 22               |          | Prins William, hertig av Cornwall och Cambridge (född 1982) | Charles III                | 2022 | [ 3 ]                   |